# Xi2 Centauri
Pour les articles homonymes, voir Xi Centauri.
Désignations
Xi2 Centauri (ξ2 Cen) est une étoile triple de la constellation australe du Centaure, située à environ 470 années-lumière de la Terre. Elle est visible à l'œil nu avec une magnitude apparente de 4,30 et elle forme une double optique large avec ξ1 Centauri, qui est un peu moins brillante.

## Environnement stellaire
Xi2 Centauri présente une parallaxe annuelle de 6,98 mas telle que mesurée par le satellite Hipparcos, ce qui permet d'en déduire qu'il est distant d'environ ∼ 470 a.l. (∼ 144 pc) de la Terre. À cette distance, sa magnitude visuelle est de diminuée de 0,32 en raison du facteur d'extinction créé par la poussière interstellaire présente sur la trajet de sa lumière.
Le système possède une vitesse particulière de 16,2 ± 4,2 km/s. Il est membre de l'association Scorpion-Centaure, qui est l'association d'étoiles massives de types O et B la plus proche du Système solaire et il apparaît également être membre de la ceinture de Gould.

## Propriétés
Xi2 Centauri A est une binaire spectroscopique à raies simples, qui a été mise en évidence pour la première fois en 1910 par l'astronome américain Joseph Haines Moore (en),. Les deux étoiles tournent l'une autour de l'autre avec une période de 7,65 jours et selon une excentricité de 0,35.
Sa composante visible est une étoile bleu-blanc de la séquence principale de type spectral B3 V. Sa masse est 8,1 fois supérieure à celle du Soleil et elle est âgée d'environ 11,5 millions d'années. Elle est 1 702 fois plus lumineuse que le Soleil et sa température de surface est de 20 790 K. C'est un pulsateur (en) hybride qui montre à la fois des écarts dans les modes g et p.
Le troisième composante du système, désignée Xi2 Centauri B, est une étoile jaune-blanc de la séquence principale de type spectral F7 V et d'une magnitude apparente de 9,38. C'est une variable de type BY Draconis probable, avec une variation de 0,09 magnitude dans la bande B sur une période de 3,9 jours ; de ce fait, elle possède la désignation d'étoile variable  de V1261 Centauri.
Elle est 1,25 fois plus massive et 2,4 fois plus lumineuse que le Soleil, et elle brille à une température de surface de 6 194 K. Elle est localisée à une distance angulaire de 25,1 secondes d'arc de la paire intérieure. Elles partagent un mouvement propre commun, ce qui indique qu'elles doivent être gravitationnellement liées ; la période orbitale serait d'environ 41 000 ans.